# Eaton (Colorado)
Eaton è un centro abitato (town) degli Stati Uniti d'America, situato nella contea di Weld dello Stato del Colorado. Nel censimento del 2000 la popolazione era di 2.690 abitanti.

## Geografia fisica
Secondo i rilevamenti dell'United States Census Bureau, Eaton si estende su una superficie di 5,0 km².